# Капоета
Капоета је град у вилајету Источна Екваторија у Јужном Судану. Налази се око 200 километара југоисточноо од главног града Џубе. У Јиролу живи око 6.308 становника, највише припадника народа Топоса и Дидинга. Поред града се налази аеродром са неасфалтираном полетно-слетном стазом.